# Marles
Marles je slovensko lesnopredelovalno podjetje. Tovarna je bila ustanovljena leta 1960, ko so s političnim dekretom k Lesnemu industrijskemu podjetju Maribor priključili Tovarno pohištva Maribor in Opremo, tovarno furniranega pohištva Maribor. Lesna proizvodnja je bila na Štajerskem že tradicionalno dobro razvita, pri čemer je pomembno vlogo igrala Drava, ki je omogočala razvoj lesne trgovine že v 18. stoletju.
Sčasoma so se, kljub dolgi tradiciji in ustaljenim tehnikam obdelave lesa, začele pojavljati spremembe na trgu pohištva, še posebej pri oblikovanju kuhinj. Tovarna Marles je leta 1965 zgradila moderno tovarno za proizvodnjo švedskih kuhinj, kar je postavilo nove standarde v razvoju kuhinjskega pohištva v Sloveniji. K prepoznavnosti kuhinj Marles so prispevali tudi pomembni oblikovalci, kot so Biala Leban, Irena Kajnič in Anton Šegula, ki so ustvarile najbolj znane kuhinje v takratni Jugoslaviji kot so še posebej znane  Orhideja, Maksima, Petunija, Dalija in Venera, so prejeli številne mednarodne nagrade.
Kljub pomembnemu vplivu Tovarne Marles na oblikovanje kuhinjskega pohištva ter njenemu socialnemu pomenu za lokalno prebivalstvo, je podjetje zaradi slabega vodenja doživelo težave v času gospodarske krize v sedemdesetih in osemdesetih letih 20. stoletja, kar je leta 1990 privedlo do stečaja. Proizvodnja kuhinj se je sicer nadaljevala v sodelovanju z različnimi podjetji, a je bila z leti manjša. Danes je Marles najbolj znan po proizvodnji montažnih hiš, čeprav še vedno izdelujejo tudi kuhinje pod blagovno znamko Marles.